# Het knappe kapje
Het knappe kapje is een  stripverhaal uit de reeks van Jerom, uitgegeven door de Standaard Uitgeverij in 1984.

## Locaties
- Clubhuisje van Dolly, Astroid[1], planeet van Roodkapje, molen, hoeve van Diederik, huis van Roodkapje en haar moeder, oude eik

## Personages
- Jerom, Dolly, Astrotol, Roodkapje, moeder en grootmoeder van Roodkapje, dochter en kleindochter van de boswachter, Diederik, Jacob, Hans, molenaar

## Het verhaal
Astrotol vraagt zich af waar zijn sprookjesboek is, want hij maakt zich zorgen om Roodkapje. Hij ontdekt dat Dolly het sprookjesboek stiekem heeft meegenomen. Hij gebruikt toverkracht om het boek terug te halen en Jerom merkt dit. Samen met Dolly vliegt hij met de tijmtrotter naar Astroid en ze besluiten uit te gaan zoeken wat er met Roodkapje en de wolf is gebeurd. Op de planeet aangekomen, merken ze dat de nakomelingen van de boswachter worden lastiggevallen. Er is al twee keer brand uitgebroken en haar man is omgekomen door een omvallende boom. Dolly en Jerom bouwen een nieuw huisje voor de vrouw en ze reizen verder. Bij de molen worden ze gezien door een zonderlinge figuur en deze man stuurt Hans op Dolly en Jerom af. Jerom en Dolly ontdekken dat Roodkapje wordt bemind door een jongen uit het dorp, maar ze is verliefd op Diederik. 's Nachts wordt Dolly ontvoerd.
Jerom gaat op zoek en ontmoet Jacob, de jongen uit het dorp. Jacob vertelt waar Diederik woont en Jerom zoekt hem op, maar Jerom wordt op de hoeve weggestuurd door Hans. Jerom vertrouwt het echter niet en besluit de hoeve in de gaten te houden 's nachts. Jerom ziet hoe Hans 's nachts naar een oude eik gaat en door een deur verdwijnt. Jerom volgt Hans en ziet dat er vele wolven worden gevoerd. Ook ontdekt hij dat Dolly wordt vastgehouden in een cel en hij bevrijdt haar. Ze vertelt dat ze is gepakt door een wolf in mensenkleding. Jerom besluit de huid van de wolf die gedood is door de boswachter te halen en vermomt zich. Hij gat het bos in en ontmoet Hans. Hans brengt de wolf naar zijn meester en Diederik valt Jerom in de armen. Hij is erg blij zijn vader terug te zien, want hij dacht dat hij was overleden. 
Diederik begrijpt dat de wolf zo vreemd reageert en laat met een toverpoeder zijn echte uiterlijk zien. Hij vertelt dat hij Loupas is, de zoon van de wolf. Hij wil wraak nemen op de moordenaar van zijn vader en vertelt dat hij een oude grijze wolf ontmoette die nog uit de tijd kwam dat dieren konden praten. Hij gaf Loupas toverpoeder en met dit middel kon hij tijdelijk een menselijke vorm aannemen. Hij wil trouwen met Roodkapje en dan wraak nemen. Inmiddels ontdekt Dolly dat bij de grootmoeder van Roodkapje diamanten met een magische kracht zijn gestolen. Ze gaat op zoek, maar wordt bedreigd door een wolf. Jacob kan de wolf doden en samen zien ze Hans lopen. Ze volgen hem en kunnen de diamanten in handen krijgen. Diederik betovert alle wolven, in menselijke vorm willen ze Roodkapje en haar vrienden te pakken nemen. 
Dolly gaat met de tijmtrotter naar Astroltol en ze bespreken wat er is gebeurd. Dolly vertelt dat de diamanten gevaarlijk zijn als ze in de handen van wolven terechtkomen en dan vertelt Jerom dat Diederik een wolf is. Jerom verslaat de wolven in menselijke vorm en Astrotol kan Diederik verslaan. Hij laat alle wolven met toverkracht verdwijnen. Roodkapje vraagt zich af hoe haar grootmoeder aan de diamanten is gekomen en Astrotol wil dit later weleens vertellen. Jacob vraagt Roodkapje ten huwelijk en ze zegt ja. Dolly en Jerom zetten Astrotol af op zijn astroide en vliegen naar huis. Dolly vertelt het verhaal van Roodkapje aan de kinderen en zegt dat ze geen moment bang is geweest voor de wolven. Dan wordt aangeklopt en Dolly schrikt vreselijk, er staat een wolf voor de deur. Dit blijkt Jerom te zijn en de kinderen lachen hard. Dolly kijkt erg uit naar een volgend avontuur.